# Invasión británica

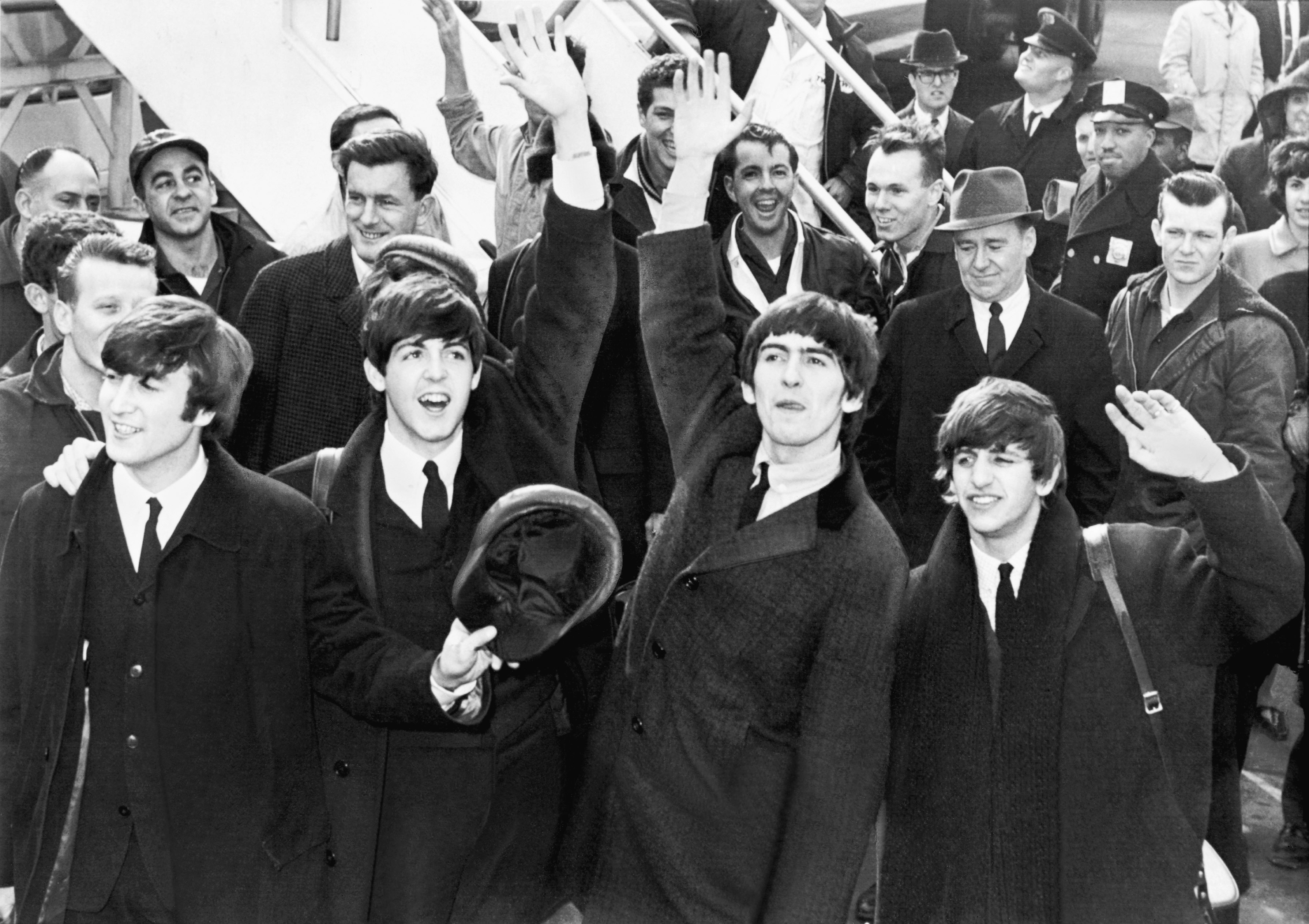
Llegada de The Beatles a los Estados Unidos el 7 de febrero de 1964, saludando a los fanáticos tras su arribo al Aeropuerto Internacional John F. Kennedy de Nueva York. Su aparición en The Ed Sullivan Show dos días después marcó el inicio de la invasión británica.

La Invasión británica (en inglés, British Invasion) fue el movimiento musical predominante en Estados Unidos hacia mediados de los años 1960, cuando grupos de rock procedentes del Reino Unido alcanzaron altas cuotas de popularidad a raíz del éxito del grupo británico de rock The Beatles. Todos estos grupos, claramente influenciados por el rock and roll, el blues y el rhythm & blues estadounidenses, eran capaces de elaborar canciones sencillas y pegadizas.
Antes de la fulgurante llegada de The Beatles, cantantes como Cliff Richard o bandas como The Shadows gozaron de gran repercusión en el Reino Unido. La casi nula presencia británica en el panorama musical estadounidense se refleja claramente en el número de canciones británicas que lograron situarse durante aquella época en las primeras posiciones de las listas estadounidenses, únicamente dos: "Stranger on the Shore" de Mr. Acker Bilk y "Telstar" de The Tornados, en mayo y diciembre de 1962, respectivamente. Con la publicación por parte de Capitol del sencillo de The Beatles "I Want To Hold Your Hand" a finales de 1963, llegó la revolución: el grupo visitó Estados Unidos por primera vez y su disco pronto se situó en los primeros puestos de las listas. Además, su presencia en el programa de Ed Sullivan el 9 de febrero de 1964 marcó un récord de telespectadores jamás alcanzado hasta la fecha; este momento suele ser considerado el comienzo de la invasión británica. Los "Fab Four" pronto se hicieron con el primer puesto de las listas, lo cual abrió el mercado estadounidense a bandas británicas de rock como The Rolling Stones, The Dave Clark Five, The Animals, o The Who, y también el cantante Tom Jones.
Curiosamente, otras bandas británicas tan importantes en la época como The Yardbirds, Them o The Kinks tuvieron, inicialmente, poca presencia en los EE. UU. No obstante, a pesar de su escaso éxito a nivel mainstream (los Kinks incluso llegaron a tener vedada su presencia en los Estados Unidos como sanción por su mal comportamiento) su influencia en el ambiente underground fue enorme. Tanto como para ser auténticos iconos de las bandas que dieron lugar a la explosión de lo que ha venido a llamarse Garage Rock o Garage-Punk y que tuvo su momento culminante entre 1965 y 1968.

## Antecedentes
Es importante destacar que antes del éxito de The Beatles, el rock & roll pasaba por momentos difíciles, o mejor dicho, sus intérpretes. Elvis Presley se había marchado al servicio militar, Chuck Berry había ingresado en prisión, Little Richard se había convertido en predicador, Buddy Holly, The Big Booper y Ritchie Valens habían muerto en un accidente aéreo, Eddie Cochran fallecería en un accidente automovilístico y Jerry Lee Lewis se había visto envuelto en un escándalo al contraer matrimonio con una niña de trece años. Mientras, el twist, con Chubby Checker a la cabeza, comenzaba a llenar los espacios vacíos que dejaban estos artistas, así que los editores de las casas discográficas se pusieron a buscar nuevos ídolos capaces de cubrir dichos espacios, lo que terminó en el surgir de una nueva manera de interpretar la música, más melosa y dulzona que el más desenfadado Rock & roll original.
La voz de alerta de lo que estaba por venir se dio la noche del domingo 9 de febrero de 1964, cuando cuatro chicos procedentes de una ciudad portuaria del extremo norte del Reino Unido, se presentaron en uno de los programas de televisión más importantes de los Estados Unidos, paralizando casi por completo sus ciudades principales, en especial la ciudad de Nueva York. Esos chicos se hacían llamar The Beatles.
Cuando semanas más tarde, cinco de sus canciones ocuparon los cinco primeros lugares del ranking de la revista Billboard, los estadounidenses cayeron cautivos de la misma pandemia que venía azotando a los británicos desde un par de años atrás y que la prensa había bautizado como la “Beatlemanía”, fenómeno que luego daría pie a la llegada de otras bandas inglesas al nuevo continente.

## Invasión británica
La primera visita de The Beatles a EE. UU., el 7 de febrero de 1964, marcó una pauta que se volvió casi regla para las agrupaciones inglesas: Hacer carrera de este lado.
El 7 de febrero marca no sólo medio siglo de la llegada de The Beatles, sino también de lo que cultural e históricamente se conoce como “La invasión británica”.

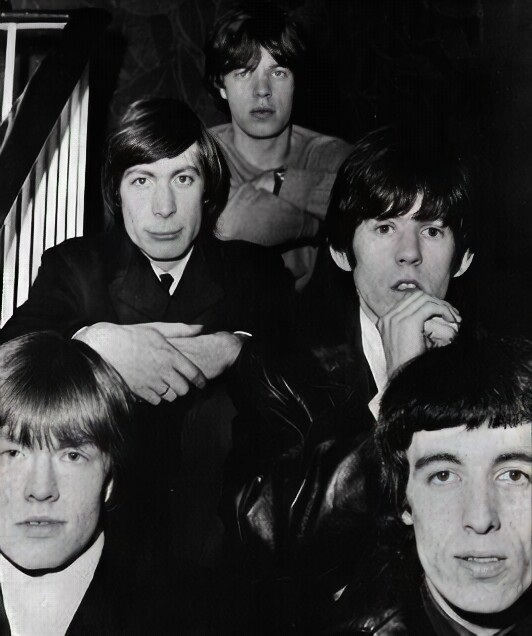
The Rolling Stones, una de las principales bandas de la invasión británica.

A raíz del éxito de The Beatles, en el mercado estadounidense, comenzó el verdadero proceso de la llamada Invasión Británica; bandas como The Rolling Stones, The Dave Clark Five, The Who, The Animals, Tom Jones y otros literalmente invadieron los Estados Unidos con su música. 
The Rolling Stones pisaron por primera vez suelo estadounidense en junio de 1964, presentándose en los mejores recintos y mejores programas de la época como "The Ed Sullivan Show" . En 1965 editan su tercer trabajo discográfico, "Out of Our Heads", en el que se encuentra el éxito "(I Can't Get No) Satisfaction", el primero de los muchos números 1 en las listas americanas que obtendría posteriormente la banda.
Curiosamente, The Rolling Stones alcanzó con sus dos primeros discos el número 1 en el mercado británico, sin lograrlo en Estados Unidos, pero este fue su primer número uno en Estados Unidos y el primero en quedarse solo en el número 2 en el Reino Unido.
Compuesta por Mick Jagger y Keith Richards,"Satisfaction" es considerada por la crítica como la mejor grabación de la banda y una de las mejores de la música contemporánea. Número 2 en la lista de las 500 mejores canciones de la historia. La cadena televisiva estadounidense VH1 la puso en el número 1 en su lista de las 100 canciones más grandes del Rock & Roll. En 2006 un jurado compuesto por expertos en perseveración de música y sonido de Estados Unidos la anexó en el registro nacional de grabaciones de la biblioteca del congreso de Estados Unidos debido a su "significancia cultural o histórica" en la vida estadounidense.
The Rolling Stones y The Animals son los primeros en bombardear “musicalmente” a los Estados Unidos tras el terreno preparado por The Beatles. Los Stones representaron la cara agresiva del Rock Inglés, contrastando en cierta forma con la imagen educada de “chicos buenos” de The Beatles. The Rolling Stones, al igual que The Yardbirds más influenciados por el Blues de Chicago, pisaron Estados Unidos por primera vez en junio de 1964, presentándose en los mejores recintos y los mejores programas de variedades de la época como "The Ed Sullivan Show"; era el inicio de la Invasión. Los Stones ya en EE. UU. se contactaron con sus ídolos de la escena “underground” del blues, como Muddy Waters.
Jagger y compañía supieron darle la vuelta a su música y le dieron a su rock un sonido con ecos del blues de antaño.
Los músicos británicos influenciaron a los estadounidenses y viceversa. Hubo un intento de hacer una “ola estadounidense” en Reino Unido que no tuvo el mismo efecto.  
The Animals, por su parte, con la adaptación de una canción folk popular “House of the rising sun”, logran ser el segundo grupo británico que consigue el número uno en las listas, tanto británicas como estadounidenses y a finales de 1964 editan su primer LP "The Animals". 
La lista de grupos que se apoya en este trío de bandas para poder entrar en el mercado estadounidense es interminable, pero entre ellos hay que resaltar también la importancia de bandas como The Who y The Kinks en todo este proceso musical vivido en la década de los 60. Curiosamente, como ya se ha comentado, The Kinks fueron un grupo vetado en EE. UU. tras su gira de 1965, lo que les impidió volver a actuar en el país (y llegar a sus listas) hasta 1970. No obstante, a pesar de su escasa presencia durante el momento culminante de la British Invasion, su influencia fue tremenda entre las nuevas bandas que surgieron por todas partes de la geografía estadounidense y que dieron lugar al nacimiento del Garage Rock. Algo similar ocurrió con bandas como The Who o The Yardbirds (cuya escasa presencia en las listas no impidió que ejercieran una enorme influencia en los grupos de garaje).
La Invasión ya era un hecho y para el año 1965, el mercado estadounidense había sido conquistado por las bandas británicas:  The Beatles, The Rolling Stones, The Who, The Animals, The Dave Clark Five, Dave Dee, Dozy, Beaky, Mick & Tich, The Hollies, The Herman's Hermits, por nombrar algunas de las más conocidas, eran los “dueños” del mercado estadounidense y las bandas estadounidenses que surgían simplemente se limitaban a “copiar” el estilo impuesto por estos grupos británicos, que era algo así como una fusión (eléctrica y moderna) entre el R&B negro, el rock & roll más clásico, el pop desarrollado años antes por The Everly Brothers o Buddy Holly y, por supuesto, un toque netamente british.

## Respuesta estadounidense
Aunque los estadounidenses tenían bandas de éxito, lo cierto es que la "Invasión británica" fue percibida, literalmente, como eso: una auténtica invasión. No obstante, pronto se montó algo parecido a una reacción, lo que ha sido llamado "La Respuesta Estadounidense".
Artistas y bandas como Chubby Checker, Bob Dylan, Joan Báez, Buffalo Springfield, Crosby, Stills, Nash & Young, Simon and Garfunkel, Jimi Hendrix, Janis Joplin, Jefferson Airplane, Creedence Clearwater Revival, The Doors, Steppenwolf, Grateful Dead, Quicksilver Messenger Service, James Brown, Stevie Wonder, Roy Orbison, Billy Joel, Smokey Robinson, Marvin Gaye, The Supremes, The Beach Boys, The Byrds, The Kingsmen, un Elvis Presley de regreso en el mundo de la música como buen rey, y un largo etcétera se escuchaban a lo largo y ancho de Estados Unidos. Sin embargo, la importancia de la invasión británica en los gustos musicales fue fundamental. Hasta ese momento, en USA sólo se consumía “su” música (el jazz, el blues, el rock… todos nacieron allí) y sus artistas. Ningún grupo, solista o compositor de Gran Bretaña había tenido éxito al otro lado del charco. Pero a partir de 1964 la situación cambió. Se comenzó a consumir la música llegada desde las islas británicas, convirtiéndose en todo un fenómeno de masas. Hubo una ruptura de fronteras.
A partir de 1966 el nacimiento del “Movimiento Hippie” en California supuso algo parecido a una victoria norteamericana. A partir de ese momento el centro del mundo musical cruzó de nuevo el Atlántico y se trasladó a Estados Unidos. En Los Ángeles aparecen The Doors, y en San Francisco el "Rock Ácido Californiano" de Jefferson Airplane, Grateful Dead, Quicksilver Messenger Service o Big Brother and the Holding Company establecen nuevos caminos y fórmulas musicales. El propio Eric Burdon (líder de The Animals) disuelve su vieja banda y se establece en la Costa Oeste estadounidense refundando su grupo. La psicodelia adquiere carta de identidad estadounidense y desplaza, poco a poco, a los británicos del centro de la escena.
Por supuesto, el rock británico todavía tendría mucho que decir, tanto en lo que quedaba de década como en los posteriores años 70 y 80 (e incluso en la actualidad). 
Pero lo cierto es que en torno a 1967-68 se puede fechar el fin del fenómeno conocido como "British Invasion" en sentido estricto.